# Shorea havilandii
Shorea havilandii är en tvåhjärtbladig växtart som beskrevs av Dietrich Brandis. Shorea havilandii ingår i släktet Shorea och familjen Dipterocarpaceae. Inga underarter finns listade i Catalogue of Life.